# Olympische Sommerspiele 2004/Rudern – Leichtgewichts-Vierer ohne Steuermann
Der Ruderwettbewerb im Leichtgewichts-Vierer ohne Steuermann der Männer bei den Olympischen Spielen 2004 in Athen wurde vom 15. bis zum 22. August 2004 im Schinias Olympic Rowing and Canoeing Centre ausgetragen. 52 Athleten in 13 Booten traten an.
Die Ruderregatta, die über 2000 Meter ausgetragen wurde, begann mit drei Vorläufen mit jeweils fünf oder vier Mannschaften. Die ersten drei Boote zogen ins Halbfinale ein, die restlichen starteten im Hoffnungslauf. Hier konnten sich ebenfalls die ersten drei Boote für das Halbfinale qualifizieren. Das viertplatzierte Boot schied aus dem Wettbewerb aus.
In den beiden Halbfinalläufen qualifizierten sich die ersten drei Boote für das Finale A, die Plätze 4 bis 6 qualifizierten sich für das Finale B. Im A-Finale am 22. August kämpften die besten sechs Boote um olympische Medaillen. 
Die jeweils qualifizierten Ruderer sind hellgrün unterlegt.
Der amtierende Olympiasieger Frankreich konnte sich nicht für den Wettbewerb qualifizieren. Die beiden Dänen Eskild Ebbesen und Thomas Ebert, die in Sydney die Bronzemedaille gewonnen hatten, gewannen dieses Mal mit ihren neuen Partnern Thor Kristensen und Stephan Mølvig die Goldmedaille. Dabei konnten die amtierenden Weltmeister in allen drei Rennen souverän den Sieg einfahren. Die Silbermedaille ging an die Australier, die auch schon in Sydney Silber gewonnen hatten. Die Italiener, die in Sydney hinter Australien und Dänemark auf dem vierten Platz einkamen, landeten auch dieses Mal hinter den Booten aus Dänemark und Australien. Weil der Olympiasieger aus Frankreich dieses Mal aber nicht am Start war, bedeutete das für die Italiener die Bronzemedaille. Die Bronzemedaille war aber hart umkämpft zwischen den Italienern und den Vizeweltmeistern aus den Niederlanden. Ein Duell, das die Italiener am Ende mit 5/100 Sekunden für sich entscheiden konnten. 
Am 15. August wurde gleich drei Mal der olympische Rekord gebrochen. In jedem der drei Vorläufe verbesserte der Sieger den Rekord, erst Kanada, dann Dänemark und im dritten Vorlauf dann schließlich Australien.

## Titelträger
| Olympiasieger | Frankreich Besatzung: Laurent Porchier, Jean-Christophe Bette, Yves Hocdé, Xavier Dorfman | Sydney 2000  |
| Weltmeister   | Dänemark Besatzung: Thor Kristensen, Thomas Ebert, Stephan Mølvig, Eskild Ebbesen         | Mailand 2003 |

## Vorläufe
Sonntag, 15. August 2004
- Qualifikationsnormen: Platz 1-3 -> Halbfinale, ab Platz 4 -> Hoffnungslauf

### Vorlauf 1
| Platz | Bahn | Nation                 | Athleten                                                           | Zeit (min) | Qualifikation |
| ----- | ---- | ---------------------- | ------------------------------------------------------------------ | ---------- | ------------- |
| 1     | 2    | Kanada                 | Brambell, Mandick, Hassett, Beare                                  | 5:51,18 OR | Halbfinale    |
| 2     | 3    | Niederlande            | van der Linden, Snijders, Dormans, de Groot                        | 5:52,52    | Halbfinale    |
| 3     | 1    | Österreich             | Madecki, Sageder, Wakolbinger, Sigl                                | 5:54,07    | Halbfinale    |
| 4     | 5    | Serbien und Montenegro | Urošević, Babović, Nedeljković, Tomić                              | 5:56,12    | Hoffnungslauf |
| 5     | 4    | Spanien                | Arranz Puente, González Álvarez, Loriente Perez, Domínguez Lorenzo | 6:11,70    | Hoffnungslauf |

### Vorlauf 2
| Platz | Bahn | Nation         | Athleten                                 | Zeit (min) | Qualifikation |
| ----- | ---- | -------------- | ---------------------------------------- | ---------- | ------------- |
| 1     | 1    | Dänemark       | Kristensen, Ebert, Mølvig, Ebbesen       | 5:50,72 OR | Halbfinale    |
| 2     | 3    | Italien        | Bertini, Amarante, Amitrano, Mascarenhas | 5:52,17    | Halbfinale    |
| 3     | 2    | Deutschland    | Müller-Falcke, Schuster, Locher, Bech    | 5:52,68    | Halbfinale    |
| 4     | 4    | Großbritannien | Hennessy, Male, English, Hunter          | 6:05,57    | Hoffnungslauf |

### Vorlauf 3
| Platz | Bahn | Nation             | Athleten                             | Zeit (min) | Qualifikation |
| ----- | ---- | ------------------ | ------------------------------------ | ---------- | ------------- |
| 1     | 3    | Australien         | Loftus, Edwards, Cureton, Burgess    | 5:50,24 OR | Halbfinale    |
| 2     | 2    | Irland             | Archibald, Coakley, O’Toole, Griffin | 5:52,54    | Halbfinale    |
| 3     | 1    | Vereinigte Staaten | Todd, Smith, Teti, Warner            | 5:54,68    | Halbfinale    |
| 4     | 4    | Russland           | Sjusin, Bukrejew, Sakritschow, Sawin | 5:55,67    | Hoffnungslauf |

## Hoffnungslauf
Dienstag, 17. August 2004
- Qualifikationsnormen: Platz 1-3 -> Halbfinale, ab Platz 4 -> ausgeschieden

| Platz | Bahn | Nation                 | Athleten                                                           | Zeit (min) | Qualifikation |
| ----- | ---- | ---------------------- | ------------------------------------------------------------------ | ---------- | ------------- |
| 1     | 2    | Russland               | Sjusin, Bukrejew, Sakritschow, Sawin                               | 5:52,87    | Halbfinale    |
| 2     | 4    | Serbien und Montenegro | Urošević, Babović, Nedeljković, Tomić                              | 5:54,27    | Halbfinale    |
| 3     | 1    | Spanien                | Arranz Puente, González Álvarez, Loriente Perez, Domínguez Lorenzo | 5:56,15    | Halbfinale    |
| 4     | 3    | Großbritannien         | Hennessy, Male, English, Hunter                                    | 5:58,80    | ausgeschieden |

## Halbfinale
Donnerstag, 19. August 2004
- Qualifikationsnormen: Plätze 1-3 -> Finale A, ab Platz 4 -> Finale B

### Halbfinale A/B 1
| Platz | Bahn | Nation                 | Athleten                                 | Zeit (min) | Qualifikation |
| ----- | ---- | ---------------------- | ---------------------------------------- | ---------- | ------------- |
| 1     | 5    | Italien                | Bertini, Amarante, Amitrano, Mascarenhas | 5:55,02    | Finale A      |
| 2     | 4    | Australien             | Loftus, Edwards, Cureton, Burgess        | 5:55,22    | Finale A      |
| 3     | 3    | Kanada                 | Brambell, Mandick, Hassett, Beare        | 5:57,44    | Finale A      |
| 4     | 6    | Österreich             | Madecki, Sageder, Wakolbinger, Sigl      | 5:58,73    | Finale B      |
| 5     | 1    | Serbien und Montenegro | Urošević, Babović, Nedeljković, Tomić    | 6:00,07    | Finale B      |
| 6     | 2    | Vereinigte Staaten     | Todd, Smith, Teti, Warner                | 6:01,84    | Finale B      |

### Halbfinale A/B 2
| Platz | Bahn | Nation      | Athleten                                                           | Zeit (min) | Qualifikation |
| ----- | ---- | ----------- | ------------------------------------------------------------------ | ---------- | ------------- |
| 1     | 4    | Dänemark    | Kristensen, Ebert, Mølvig, Ebbesen                                 | 5:55,85    | Finale A      |
| 2     | 5    | Niederlande | van der Linden, Snijders, Dormans, de Groot                        | 5:57,47    | Finale A      |
| 3     | 3    | Irland      | Archibald, Coakley, O’Toole, Griffin                               | 5:58,89    | Finale A      |
| 4     | 6    | Russland    | Sjusin, Bukrejew, Sakritschow, Sawin                               | 5:59,75    | Finale B      |
| 5     | 2    | Deutschland | Müller-Falcke, Schuster, Locher, Bech                              | 6:03,08    | Finale B      |
| 6     | 1    | Spanien     | Arranz Puente, González Álvarez, Loriente Perez, Domínguez Lorenzo | 6:07,01    | Finale B      |

## Finale

### A-Finale
Sonntag, 22. August 2004, 9:10 Uhr MESZ

Anmerkung: zur Ermittlung der Plätze 1 bis 6
| Platz | Bahn | Nation      | Athleten                                    | Zeit (min) |
| ----- | ---- | ----------- | ------------------------------------------- | ---------- |
| 1     | 3    | Dänemark    | Kristensen, Ebert, Mølvig, Ebbesen          | 6:01,39    |
| 2     | 2    | Australien  | Loftus, Edwards, Cureton, Burgess           | 6:02,79    |
| 3     | 4    | Italien     | Bertini, Amarante, Amitrano, Mascarenhas    | 6:03,74    |
| 4     | 5    | Niederlande | van der Linden, Snijders, Dormans, de Groot | 6:03,79    |
| 5     | 1    | Kanada      | Brambell, Mandick, Hassett, Beare           | 6:05,10    |
| 6     | 6    | Irland      | Archibald, Coakley, O’Toole, Griffin        | 6:09,96    |

### B-Finale
Samstag, 21. August 2004, 11:30 Uhr MESZ

Anmerkung: zur Ermittlung der Plätze 7 bis 12
| Platz | Bahn | Nation                 | Athleten                                                           | Zeit (min) |
| ----- | ---- | ---------------------- | ------------------------------------------------------------------ | ---------- |
| 7     | 2    | Serbien und Montenegro | Urošević, Babović, Nedeljković, Tomić                              | 6:19,00    |
| 8     | 3    | Russland               | Sjusin, Bukrejew, Sakritschow, Sawin                               | 6:20,64    |
| 9     | 1    | Vereinigte Staaten     | Todd, Smith, Teti, Warner                                          | 6:22,24    |
| 10    | 4    | Österreich             | Madecki, Sageder, Wakolbinger, Sigl                                | 6:22,85    |
| 11    | 5    | Deutschland            | Müller-Falcke, Schuster, Locher, Bech                              | 6:23,28    |
| 12    | 6    | Spanien                | Arranz Puente, González Álvarez, Loriente Perez, Domínguez Lorenzo | 6:26,15    |

### Weiteres Klassement ohne Finals
| Platz | Nation         | Athleten                        | Zeit (min) |
| ----- | -------------- | ------------------------------- | ---------- |
| 13    | Großbritannien | Hennessy, Male, English, Hunter | –          |